# Lapampasaurus
Lapampasaurus is een geslacht van plantenetende ornithischische dinosauriërs, behorend tot de groep van de Euornithopoda, dat tijdens het late Krijt leefde in het gebied van het huidige Argentinië.

## Vondst en naamgeving
In 2000 beschreven Bernardo González Riga en Silvio Casadío wervels die in 1991 gevonden waren bij Islas Malvinas, in het departement Puelén, in de Argentijnse provincie La Pampa.
De typesoort Lapampasaurus cholinoi is in 2012 benoemd en beschreven door Rodolfo Coria, González Riga en Casadío. De geslachtsnaam verwijst naar La Pampa. De soortaanduiding eert wijlen de mijnbouwer en verzamelaar José Cholino.
Het holotype, MPHN-Pv-01, is gevonden in een kustafzetting van de Allenformatie die dateert uit het Campanien-Maastrichtien, ongeveer zeventig miljoen jaar oud. Het bestaat uit een gedeeltelijk skelet zonder schedel van een jongvolwassen individu. Het is niet in verband aangetroffen. Bewaard zijn gebleven: zeven gedeeltelijke halswervels, acht stukken ruggenwervel, drie stukken van het heiligbeen, stukken voorste staartwervel, een linkerschouderblad, een linkerravensbeksbeen, een rechterprepubis, het onderste derde deel van het rechterdijbeen, het eerste kootje van de derde teen van de linkervoet, een voetklauw van een tweede of vierde teen en verder negen niet te determineren botfragmenten. De kwaliteit van de beenderen is slecht; ze zijn onvolledig en sterk verweerd. Het fossiel behoort tot de collectie van het Museo Provincial de Historia Natural, Paleontología de Vertebrados, La Pampa.

## Beschrijving
Het holotype van Lapampasaurus betreft een individu van vijf à zes meter lengte. Een volwassen exemplaar kan enkele meters groter zijn geworden.
De beschrijvers hebben enkele onderscheidende kenmerken weten vast te stellen. De voorste halswervels hebben openingen in de zijkant boven de diapofyse, het bovenste ribgewricht. Het schouderblad heeft een bolle bovenkant en een scherp zijwaarts uitstekend kam voor de aanhechting van de musculus deltoides. De teenkootjes zijn langer dan breed, zijn bedekt met groeven en putjes en hebben een lage kiel aan de onderzijde.
De beschrijvers interpreteren boven elkaar gelegen langwerpige groeven in de zijkant van de halswervels als foramina pneumatica gelegen in een pleurocoel. Zo'n kenmerk zou uniek zijn binnen de Euornithopoda en zou men eerder bij een lid van de Theropoda verwachten. De auteurs gaven daarom een reeks eigenschappen van de wervels en het schouderblad aan die ze typisch hadrosauride achtten.

## Fylogenie
Lapampasaurus is door de beschrijvers in de Hadrosauridae geplaatst en werd gezien als een teken dat die groep uitgebreider in Zuid-Amerika voorkwam dan eerder werd aangenomen. Een exacte cladistische analyse is niet uitgevoerd.